# Sölvesborg (stacja kolejowa)
Sölvesborg (szwedzki: Sölvesborgs station) – stacja kolejowa w Sölvesborg, w regionie Blekinge, w Szwecji. Stacja została otwarta w 1874 roku, gdy otwarto linię Kristianstad-Sölvesborg. Stacja jest obsługiwana przez Öresundståg prowadzone przez Veolia.

## Historia
W związku z budową linii między Hässleholm a Kristianstad zastanawiano się nad budową linii do Sölvesborg. Ze względu na brak funduszy, postanowiono zbudować trasę wąskotorową o rozstawie 1067 mm. Szerokość tę miała także linia Karlshamn – Vislanda, która została zbudowana w tym samym czasie, a tory były przewidziane do rozbudowy. Niestety, później okazało się, że stanowiło to poważną wadę. Wkrótce po inauguracji stacji Sölvesborg zaczęto rozważać kontynuację linii do Karlskrony poprzez Karlshamn i Ronneby, którą otwarto w pierwszej fazie do Karlshamn w 1886, i do Karlskrony w 1889 roku. Blekinge kustbana została rozbudowana w latach 1950-1957. Elektryfikacja linii miała miejsce w latach 2005-2007.

## Linie kolejowe
- Blekinge kustbana